# María Dolores Alba Mullor
María Dolores Alba Mullor (Alcoy, 7 de mayo de 1964) es una abogada y política valenciana, diputada en el Congreso en la XII legislatura.
Licenciada en derecho, ha ejercido como abogada en Alcoy y milita en el Partido Popular de la Comunidad Valenciana, con el que fue elegida concejala en el ayuntamiento de Alcoy en las elecciones municipales españolas de 2003, como concejala de hacienda, y en las de  2007 en la oposición. Ha sido elegida diputada por la provincia de Alicante en las elecciones generales españolas de 2016.